# Borja Luna
Borja Luna (Madrid, 14 de novembre de 1984) és un actor espanyol.

## Biografia
En 2007 es va llicenciar en Interpretació Gestual per la Reial Escola Superior d'Art Dramàtic. S'ha prodigat en teatre treballant amb destacats directors com Miguel Narros, Josep Maria Flotats o Ernesto Caballero; i ha treballat per a importants centres de producció com el Centre Dramàtic Nacional, Companyia Nacional de Teatre Clàssic i Teatro Español entre d'altres. Va ser membre de la tercera promoció de la JovenCNTC i en 2012 va cofundar la seva pròpia companyia (Venezia Teatro) amb la qual va treballar produint i actuant fins a 2015.
En 2015 va ser guardonat amb el premi a Millor actor revelació en els premis que concedeix The Central Academy of Drama (Beijin) de la Xina pel seu treball a El Laberinto Mágico Arxivat 2021-04-13 a Wayback Machine., del CDN.
A televisió va fer petits papers a Yo soy Bea, Hospital Central a distintes temporades, Escenas de matrimonio, El barco, Amar en tiempos revueltos; sèrie a la qual es va reincorporar amb un nou personatge (Arturo) en la seva cinquena temporada. En 2014 entra a formar part del repartiment de la tercera temporada de la sèrie històrica de TVE, Isabel, interpretant a Lluís XII de França. Al setembre de 2016 s'anuncia el seu fitxatge per la sèrie Las chicas del cable, produïda per Bambú Producciones per Netflix que es va estrenar en 2017.
Fou nominat als Premis de la Unión de Actores 2014 com a Millor actor secundari pel seu treball en la sèrie Isabel.
En 2014 Deil, curtmetratge produït per Amanita films i del qual ell és coprotagonista, guanyant un Esment Especial del Jurat al Repartiment al Festival de Màlaga.

## Trajectòria

### Televisió
| Sèries de Televisió | Sèries de Televisió       | Sèries de Televisió                 | Sèries de Televisió | Sèries de Televisió |
| Any                 | Títol                     | Paper                               | Cadena              | Notes               |
| ------------------- | ------------------------- | ----------------------------------- | ------------------- | ------------------- |
| 2017-2019           | Las chicas del cable      | Miguel Pascual                      | Netflix             | 24 episodis         |
| 2014                | Isabel                    | Lluís XII                           | TVE                 | 7 episodis          |
| 2012                | El barco                  | Antic tripulant de l'Estrella Polar | Antena 3            | 1 episodi           |
| 2011                | Hospital Central          | miniatura                           | Telecinco           | 1 episodi           |
| 2010                | Amar en tiempos revueltos | Arturo Nuñez                        | TVE                 | 11 episodis         |
| 2008                | Hospital Central          | Loren                               | Telecinco           | 3 episodis          |
| 2007                | Escenas de matrimonio     | Rafa                                | Telecinco           | 5 episodis          |
| 2006                | Amar en tiempos revueltos | Estudiant de medicina               | TVE                 | 2 episodis          |
| 2005                | Yo soy Bea                | Lucas                               | Telecinco           | 3 episodis          |

### Cinema
| Pel·lícules | Pel·lícules         | Pel·lícules         | Pel·lícules       | Pel·lícules    |
| Any         | Títol               | Paper               | Director          | Notes          |
| ----------- | ------------------- | ------------------- | ----------------- | -------------- |
| 2018        | Animales sin collar | Félix Garnica       | Jota Linares      | Llargmetratge  |
| 2016        | Tenemos que hablar  | Pepe                | David Serrano     | Llargometratge |
| 2015        | Galletas            | Álvaro              | Ignacio Sepúlveda | Curtmetratge   |
| 2014        | Deil                | Simón Feito         | David Rodríguez   | Curtmetratge   |
| 2014        | Trezze              | Telmo               | Elbio Aparisi     | Llargmetratge  |
| 2013        | Viral               | Asistente del Samur | Lucas Figueroa    | Llargmetratge  |
| 2013        | Pesto               | Chef                | Ignacio Sepúlveda | Curtmetratge   |
| 2011        | Gens                | Gendro              | José Carlos Peña  | Curtometratge  |
| 2007        | Perceval            | Romano              | Pablo Aragüés     | Curtmetratge   |

## Teatre
- La vida de Galileo (2016), de Bertolt Brecht - Centre Dramàtic Nacional - Dir. Ernesto Caballero.
- El sueño de una noche de verano (2015) de William Shakespeare - Metatarso Producciones - Dir. Darío Facal.
- El laberinto mágico (2015), de Max Aub. Adapt. de José Ramón Fernández - CDN - Dir. Ernesto Caballero
- Los desvaríos del veraneo (2014) de Carlo Goldoni - Venezia Teatro - Dir. José Gómez Friha.
- El Greco y la Legión Tebana (2014) d'Alberto Herreros - Dir. Ignacio García/Natalia Mateo.
- La cortesía española (2014) de Lope de Vega - CNTC - Dir. Josep María Mestres.
- La isla de los esclavos (2013) de Marivaux - Venezia Teatro - Dir. José Gómez Friha.
- La noche toledana (2013) de Lope de Vega - CNTC - Dir. Carlos Marchena.
- La Hostería de la Posta (2012) de Carlo Goldoni - Venezia Teatro - Dir. José Gómez Friha.
- En la vida todo es verdad y todo es mentira (2012) de Calderón - CNTC - Dir. Ernesto Caballero.
- La Primavera avanza (2012) d'Ángel González - El Barco Pirata - Dir. Rebeca Ledesma.
- Santo (2011) d'Ignacio del Moral, Ignacio García May i Ernesto Caballero - Teatro Español / Teatro El Cruce - Dir. Ernesto Caballero.
- Beaumarchais (2010) de Sacha Guitry - Teatro Español - Dir: Josep Maria Flotats.
- La cabeza del dragón (2010) de Ramón Mª del Valle-Inclán - La Intemerata - Dir. Rakel Camacho (La Intemerata).
- La cena de los generales (2009) de José Luis Alonso de Santos - Producciones Faraute / Teatro Español - Dir. Miguel Narros.
- Monólogos de la Marihuana (2008) d'Arj Baker, Doug Benson i Tony Camin - La Escalera de Jacob - Dir. José Antonio Ortega.
- El Duelo (2007) de Marco Canale - Círculo de Bellas Artes - Dir. Raúl Fuertes.
- Archifánfano, rey de los locos (2007) de Trini Díaz - Rencontres theatrales (Lió) - Dir. Carlota Ferrer, Javier Hernández, Pablo Rivero i Álvaro Renedo.
- Lecciones de Carlo (2007) de Ana Isabel Fernández Valbuena - R.E.S.A.D. - Dir. Nacho Sevilla/Fabio Mangolini.
- Tierra de armas (2006) de Iñaki Arana - Teatro Divadlo Arena, Bratislava - Dir. Iñaki Arana.

## Premis i nominacions
Premis de The Central Academy of Drama (Beijin), la Xina
| Any  | Categoria              | Espectacle          | Resultat  |
| ---- | ---------------------- | ------------------- | --------- |
| 2015 | Millor actor revelació | El laberinto mágico | Guanyador |

Premis de la Unión de Actores
| Any  | Categoria                           | Treball             | Resultat |
| ---- | ----------------------------------- | ------------------- | -------- |
| 2019 | Millor actor revelació              | Animales sin collar | Nominat  |
| 2014 | Millor actor secundari de televisió | Isabel              | Nominat  |

Festival de Mèlaga (FMCiE)
| Any  | Categoria                                | Curtmetratge |
| ---- | ---------------------------------------- | ------------ |
| 2014 | Menció especial del jurat al repartiment | Deil         |